# Denis Bindnagel
Denis Bindnagel (* 5. Juni 1979 in Ellwangen) ist ein deutscher Fußballspieler und -trainer.

## Karriere
Bindnagel spielte in seiner Jugend beim TSV Billigheim und wechselte 1998 zum Oberligisten SG Heidelberg-Kirchheim. Dort setzte sich der 19-Jährige bereits in seiner ersten Saison durch und wurde in der zweiten Saison zu einem der Leistungsträger seines Klubs, als er in allen 30 Saisonspielen zum Einsatz kam und dabei zehn Treffer erzielte. Im Sommer 2000 wechselte er zu den Amateuren des SC Freiburg und verblieb damit für ein weiteres Jahr in der Oberliga Baden-Württemberg. Nach der Saison wechselte Bindnagel zum Regionalligaaufsteiger TSG 1899 Hoffenheim und kam dort in fünf Jahren zu 151 Regionalligaeinsätzen. Ab der Saison 2003/04 gehörte der vielseitig einsetzbare Spieler zum unumstrittenen Stammpersonal und schaffte schließlich in der Saison 2006/07 den anvisierten Aufstieg in die 2. Bundesliga. Gegen die zahlreichen Verstärkungen, die der Klub vor der Saison 2007/08 tätigte, konnte sich Bindnagel nicht durchsetzen. Er kam noch auf zehn Zweitligaeinsätze für Hoffenheim und wechselte zum 1. Juli 2008 zum SV Sandhausen in die 3. Fußball-Liga. Nach zwei Jahren in Sandhausen wechselte Bindnagel im Juli 2010 zum Oberliga-Aufsteiger SpVgg Neckarelz in die Oberliga Baden-Württemberg. Mit dem Verein stieg er in der Saison 2012/13 als Meister in die Regionalliga Südwest auf. Nach sechs Jahren schloss er sich 2016 dem Verbandsligisten FC Zuzenhausen an, 2024 stieg er mit dem Klub in die Oberliga Baden-Württemberg auf.
Daneben arbeitete er ab 2011 in der Verwaltung des Nachwuchsleistungszentrums des Bundesligisten TSG 1899 Hoffenheim. Seit 2018 ist er dort auch als Co-Trainer verschiedener Jugendmannschaften tätig.